# Herchenhain
Herchenhain is een plaats in de Duitse gemeente Grebenhain, deelstaat Hessen, en telt 627 inwoners.